# Alfredo Parente
Alfredo Parente (Guardia Sanframondi, 4 luglio 1905 – Napoli, 3 aprile 1985) è stato uno storico e critico musicale italiano.

## Biografia

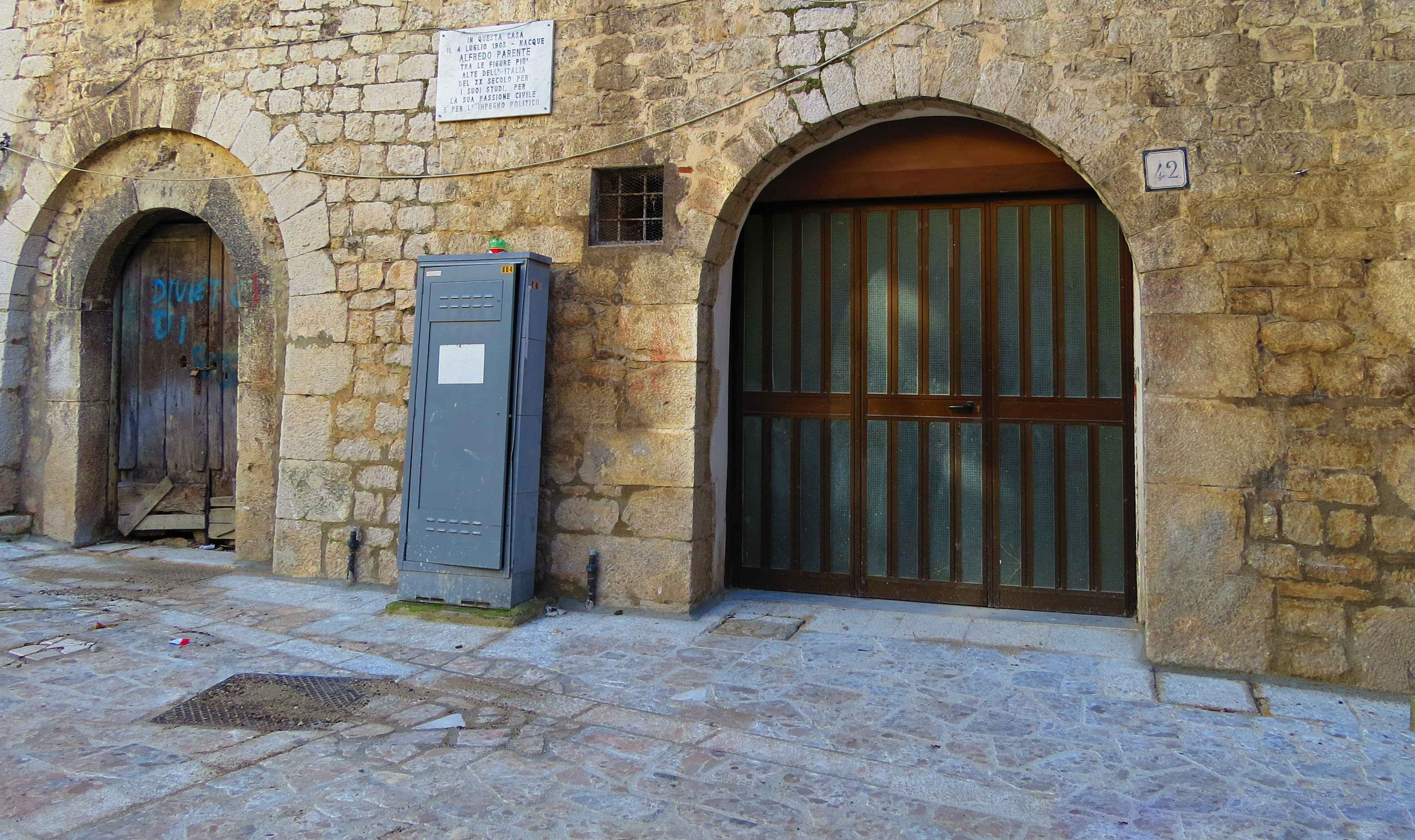
Casa natale di Alfredo Parente a Guardia Sanframondi

Alfredo Parente si laureò in Filosofia all'età di 22 anni all'Università di Napoli; due anni dopo divenne titolare della cattedra di filosofia e storia al liceo di Taranto. Lasciato l'insegnamento nel 1931, divenne Ispettore per la Soprintendenza all'Arte medioevale e moderna della Campania. Nel 1938 ebbe l'incarico prima di bibliotecario poi di direttore della Società Napoletana di Storia Patria presso la quale lavorò per circa cinquant'anni.
Parente fu fra i protagonisti della rinascita degli studi musicali in Italia. Collaborò come critico musicale insieme a Luigi Ronga e Guido Pannain alla importante e innovativa rivista "Rassegna musicale". Con i due critici, ispirandosi all'estetica crociana, influenzò il dibattito culturale in ambito musicale. Collaborò, inoltre, per quasi quarant'anni con diverse riviste tematiche, fra le quali "La Scala", "Rivista d'Opera". Negli stessi anni fu critico militante de "Il Mattino" di Napoli. 
Fu, inoltre, collaboratore del Teatro San Carlo e del "Maggio Musicale Fiorentino". Acquisì fama con il libro La musica e le arti: problemi di estetica del 1936 e poi con Castità della musica. 
Nel 1943 fu fra i fondatori del rinato Partito Liberale Italiano. Nel 1944 fondò il settimanale La Libertà. Negli anni della Seconda Guerra Mondiale partecipò come partigiano alle Quattro giornate di Napoli. Dopo la guerra fu giornalista per le principali testate del capoluogo campano e corrispondente per altri giornali nazionali: "Il Mattino", "Roma", "Il Giornale", "Il Messaggero", "Il Risorgimento liberale" e "Il Gazzettino". Alfredo Parente fu una personalità poliedrica. Oltre che filosofo, critico musicale, politico impegnato, svolse anche una lunga attività di pittore e scultore. Famosa è la scultura bronzea raffigurante un Croce severo e corrucciato (il Croce del periodo antifascista) che è custodita al Museo di San Martino di Napoli.
Morì investito da un motociclista, dopo essere stato già investito in precedenza altre due volte (nel maggio 1964 e nel luglio 1980) con gravi conseguenze, com'egli stesso aveva raccontato in un editoriale semiserio sulla sua rivista.

## Rivista di Studi Crociani
Autore di numerosi saggi, dal 1964 al 1984 diresse la Rivista di studi crociani da lui fondata, che raccolse attorno a sé studiosi di fama mondiale e giovani ricercatori. Per vent'anni la rivista svolse una funzione fondamentale, sia nell'ambito della diffusione del pensiero crociano sia nell'elaborazione di ricerche originali e innovative. Oltre ad una nutrita schiera di filosofi, fra i quali si possono ricordare Raffaello Franchini, Manlio Ciardo, Adelchi Attisani, Vittorio Enzo Alfieri, collaborarono critici, storici e letterati, come Carlo Ludovico Ragghianti, Bruno Zevi, Mario Sansone, Rosario Romeo, Lienhard Bergel, Otto Vossler, Nicolas Tertulian e tanti altri. Dal 1947 tenne la cattedra di Filosofia e Metodologia presso l'Istituto Italiano per gli Studi Storici fondato in quell'anno da Benedetto Croce.

## Pensiero
Per dirla col filosofo Carlo Antoni, Parente fu un crociano non inerte. Pur avendo dedicato parte cospicua della sua attività ad una strenua difesa del pensiero di Croce, del quale fu amico, sia durante gli anni del fascismo che in quelli di minore fortuna del pensiero crociano, la sua opera ermeneutica chiarì e modificò, in alcuni passaggi decisivi, il pensiero del grande filosofo. Fondamentale fu la parziale revisione che Parente compì del sistema crociano così come si era sviluppato negli ultimi anni intorno al tema della Vitalità. Questa forza oscura, che sembrò all'anziano filosofo essere assieme ciò che spinge alla vita, ciò che muove interessi e passioni ma, al tempo stesso, ciò che la vita stessa e la civiltà può distruggere, apparve a Parente non come un mero approfondimento della categoria dell'Utile ma, come si espresse, un modo categoriale. Come se la vita, la storia, fossero sostanzialmente dominate dalla vitalità da un lato e dalla moralità dall'altro: forza indomabile e primigenia l'una, ordinatrice e regolatrice l'altra. Fu antifascista. 

## Opere
- Musica e opera lirica, 1929
- La musica e le arti: problemi di estetica, Laterza, Bari, 1936
- Il Pensiero politico di Benedetto Croce e il nuovo liberalismo, Laterza, Bari, 1944
- Il tramonto della logica antica e il problema della storia, Laterza, Bari, 1952
- Il concetto della storia, Laterza, Bari, 1954 (a cura di)
- Castitá della musica, Einaudi, Torino, 1961
- Croce per lumi sparsi: problemi e ricordi, La Nuova Italia, Firenze, 1975